# Basse-Terre
|  | Ikke at forveksle ikke med Basse-Terre (ø) i Guadeloupe og med Basseterre på Saint Kitts og Nevis. |
Basse-Terre er en mindre fransk provinsby. Den er hovedsæde i departementet Guadeloupe.